# قائمة مواقع التراث العالمي في وسط آسيا وشمالها

شعار لجنة التراث العالمي التابعة لليونسكو.

قائمة مواقع التراث العالمي في وسط آسيا وشمالها هي قائمةٌ بمواقع التراث العالمي الطبيعية، أو الثقافية أو المختلطة (طبيعيّةٌ وثقافيّةٌ بنفس الوقت) التي تقوم لجنة التراث العالمي التابعة لمنظمة اليونسكو بترشيحها ليتم إدراجها ضمن برنامج مواقع التراث العالمي الذي تديره اليونسكو. وتشمل المواقع الطبيعية معالم من صنع الطبيعية كالجبال، الغابات، السهوب، البراكين والجزر إلخ. أما المواقع الثقافيّة فهي معالمٌ من صنع الإنسان كالمدن والقلاع والمساجد والكنائس وغيرها، وفي بعض الحالات تكون المواقع مختلطةً (مثل موقع طبيعيٍّ مُميّزٍ ومشيّدٍ فيه مبانٍ تاريخية). تشمل مواقع التراث العالمي في منطقة وسط وشمال آسيا 22 موقعاً موزعةً على ستّ دولٍ هي: كازاخستان وقرغيزستان وطاجيكستان وتركمانستان وأوزبكستان والجزء الآسيوي من روسيا. أما الجزء الأوروبي من روسيا فتُصنّف مواقعه ضمن لائحة شرق أوروبا لمواقع التراث العالمي. وتشمل روسيا أكثر مواقع التراث العالمي في منطقة وسط وشمال أوروبا، إذ تتضمن ثمانية مواقعٍ (كُلّها طبيعية)، أحدها موقعٌ حدوديٌّ مشتركٌ مع منغوليا، هو غور أوبس نور. وأقدم هذه المواقع هي قلعة إيجان المدرجة على لائحة اليونسكو للتراث العالمي في أوزبكستان منذ عام 1990.
ينبغي للبلد الراغب في ترشيح أحد مواقعه أو ممتلكاته الأثرية للإدراج في القائمة، أن يُجرى أولاً جردًا لممتلكاته الثقافية والطبيعية الفريدة، وتوضع في قائمةٍ تُسمى بالقائمة المؤقتة، وبعدها تُرشح الدولة المعنيّة إحدى المواقع من القائمة المؤقتة لتوضع على قائمة التراث العالمي. عند هذه النقطة يتسلم ملف الترشيح كلٌّ من المجلس الدولي للمعالم والمواقع والاتحاد الدولي لحفظ الطبيعة، ويُرفع الملف إلى لجنة التراث العالمي التي تجتمع مرةً في العام لتقرر إدراج المواقع المرشحة أو ترفض طلب الترشيح أو في بعض الأحيان تطلب المزيد من المعلومات من الدولة صاحبة ملف الترشيح.
وتعتمد لجنة التراث العالمي على عشرة معاييرٍ للاختيار، ويجب أن يُطابق الموقع المرشح أحد هذه المعايير على الأقل ليُدرج في قائمة التراث العالمي. وتنص قوانين اليونسكو على أنّ «أي موقعٍ يزيد عمره عن مائة عام يحق له الترشح ليكون ضمن قائمة التراث العالمي».

## المواقع المُدرجة
- موقع حدودي مشترك

| الاسم                    | الصورة | المكان | المعيار                         | التأريخ | الوصف | إشارات |
| ------------------------ | ------ | --- | ------------------------------- | ------- | --- | ------ |
| طبيعية                   |        | |                                 |         | |        |
| سيخوت ألين               |        | روسيا (بريمورسكي كراي وخاباروفسك كراي) 45°20′N 136°10′E / 45.333°N 136.167°E                                                       | (خامساً)                         | 2001    | تأوي سلسلة جبال سيخوت ألين إحدى الغابات المعتدلة الأكثر ثروةً وانعزالاً في العالم. وهي منطقة مختلطة بين الغابة الشمالية والمناطق دون الاستوائية حيث تتعايش أصناف جنوبية مثل نمر ودب الهيمالايا مع أصناف شمالية مثل الدب الأسمر والوشق. وهذا الموقع الذي يمتد من قمم سيخوت ألين وحتى بحر اليابان مهم لاستمرار العديد من الأصناف المهددة بالانقراض مثل نمر آمور. | [ 6 ]  |
| جبال الطاي الذهبية       |        | روسيا (جمهورية ألطاي) · 50°28′N 86°0′E / 50.467°N 86.000°E                                                                         | (خامساً)                         | 1998    | تشكل سلسلة جبال الطاي جنوب سيبريا أبرز سلسلة جبال في منطقة سيبريا الغربية البيوجغرافية حيث تنبع مجاري مياه أوب وإيرتش. ويضم الموقع ثلاث مساحات منفصلة هي زابوفدنيك التايسكي ومنطقة عازلة في محيط بحيرة تيليتسكوي وزابوفدنيك كوتنسكي ومنطقة عازلة حول جبل بيلوخا ومنطقة أوكوك على هضبة أوكوك. ويمتد الموقع على مساحة 16.175 كم2. وتمثّل هذه المنطقة التتابع الأكثر اكتمالاً للمناطق النباتية العالية في سيبريا الوسطى: السهول الواسعة، السهول الواسعة مع الغابات، الغابات المختلطة، والنبات النامي في المناطق الجبلية. كما يُشكّل الموقع موئل العديد من الأصناف الحيوانية المهددة بالانقراض مثل فهد الثلوج. | [ 7 ]  |
| بحيرة بايكال             |        | روسيا (مقاطعة إركوتسك وبورياتيا) 53°10′25″N 107°39′45″E / 53.17361°N 107.66250°E                                                   | (سابعاً) (ثامناً) (رابعاً) (خامساً) | 1996    | تقع بحيرة بايكل جنوب شرق سيبيريا وتمتد على مساحة 31.722 كم²، وهي أقدم بحيرات العالم (25 مليون سنة) وأعمقها (1700 متر). وهي تضمّ 20% من مياه الأرض العذبة غير المثلجة. وفي قدمها وعزلتها ما أفضى إلى تكوّن مجموعات حيوانية هي الأغنى والأكثر ابتكاراً على وجه الأرض، وهي تتمتع بقيمة استثنائية لعلم التطوّر، فاكتسبت اسم "غالاباغوس روسيا". | [ 8 ]  |
| أعمدة لينا (منتزه طبيعي) |        | روسيا (ياقوتيا) · 60°40′0″N 127°0′0″E / 60.66667°N 127.00000°E                                                                     | (ثامناً)                         | 2012    | يتميز المنتزه الطبيعي لأعمدة اللينا بوجود أعمدة صخرية رائعة يبلغ ارتفاعها نحو 100 متر على طول ضفاف نهر اللينا في الجزء الأوسط من جمهورية ساخا (ياقوتيا). وقد نشأت هذه الأعمدة بسبب المناخ القاري الشديد السائد في المنطقة والذي غالباً ما تتراوح درجة الحرارة فيه بين 100 درجة مئوية (ابتداءاً من أقل من 60 درجة مئوية في فصل الشتاء حتى أكثر من 40 درجة مئوية في فصل الصيف). | [ 9 ]  |
| جزيرة رانجل              |        | روسيا (أوكروغ تشوكوتكا الذاتية) · 71°11′20″N 179°42′55″E / 71.18889°N 179.71528°E                                                  | (رابعاً) (خامساً)                 | 2004    | تقع المحميّة عند أسفل المحيط الشمالي، وتتضمن جزيرة رانجل الجبلية (7608 كم2)، وجزيرة جيرالد (11 كم2)، ومنطقة بحرية. ولم تغط الثلوج جزيرة رانجل خلال العصر الجليدي مما سمح لها بالمحافظة على درجة تنوّع بيولوجي استثنائي. | [ 10 ] |
| هضبة بوتورانا            |        | روسيا (كراسنويارسك كراي) · 69°2′49″N 94°9′29″E / 69.04694°N 94.15806°E                                                             | (سابعاً) (رابعاً)                 | 2010    | إن هذا الموقع الكائن في الذُخْر الطبيعي في ولاية بوتورانا يوجد في الجزء الشمالي من سيبيريا الوسطى، على بُعد نحو مائة كيلومتراً شمال الدائرة القطبية. ويضم الموقع مجموعة كاملة من النظم الإيكولوجية القطبية وشبه القطبية في سلسلة من الجبال المعزولة، مثل: نُظُم التايغا والتُندرا والصحراء، إضافة إلى النظم البحيرية والنهرية السليمة ذات المياه الباردة. | [ 11 ] |
| سارياركا                 |        | كازاخستان (أوبليس أكمولا وأوبليس كوستناي) · 50°26′N 69°11′E / 50.433°N 69.183°E                                                    | (رابعاً) (خامساً)                 | 2008    | تشمل منطقتين محميتين: المحمية الطبيعية لولاية نورزوم والمحمية الطبيعية لولاية كورغالزهين، التي تبلغ مساحتهما معاً 3444.5 كم2. وتوجد في هذا الموقع مناطق رطبة ذات أهمية استثنائية بالنسبة لطيور الماء، ولا سيما الأنواع المهددة منها مثل كركي سيبيريا، والبجع المجعَّد، وصقر "بالاس" وغيرها. تمثل هذه المناطق الرطبة ملتقى طرق ومواقع أساسية للراحة على طرق هجرة الطيور باتجاه آسيا الوسطى، وبالنسبة للطيور المائية المهاجرة من أفريقيا وأوروبا وآسيا الجنوبية نحو موقع تكاثرها في سيبيريا الغربية والشرقية.                                                                                               | [ 12 ] |
| براكين كامتشاتكا         |        | روسيا (كراي كامشاتكا) · 56°20′N 158°30′E / 56.333°N 158.500°E                                                                      | (سابعاً) (ثامناً) (رابعاً) (خامساً) | 1996    | هي إحدى المناطق البركانية الأكثر استثنائية في العالم، وينشط فيها عدد من البراكين. وتضم المواقع الستة اليوم معظم الخصائص البركانية في شبه جزيرة كاماشتاكا. وفي تفاعل الحركة البركانية مع الكتل الثلجية ما يكوّن منظراً ينبض بالحياة وآية من الجمال. ويأوي الموقع العديد من الأصناف ومن أبرزها سمك السلمون وثعلب الماء والدببة السمراء ونسور ستيلار البحرية. | \|     |
| غور أوبس نور             |        | منغوليا و روسيا (توفا) · 50°16′30″N 92°43′1″E / 50.27500°N 92.71694°E                                                              | (رابعاً) (خامساً)                 | 2003    | يغطي غور أوبس نور مساحة أكثر من 10.000 كم2، وهو غور مغلق يقع أقصى الشمال في آسيا الوسطى. ويشتق اسمه من أوبس نور وهي بحيرة كبيرة قليلة العمق وشديدة الملوحة وتؤدي دوراً مهماً في حياة الطيور المهاجرة المائية كما البحرية. ويضم الموقع الموزّع على اثنتي عشرة مساحة محمية طيفاً من النظم البيئية التي تمثل أبرز ثروات أوراسيا الشرقية. وتحتفظ النظم البيئية المكونة من سهول واسعة بثروة وتنوّع من الطيور كما تحوي الصحراء عدداً من الجربيل واليربوع وابن العرس الرخامي النادر. وتشكّل الجبال موئل فهد الثلوج (وهو صنف مهدد) والكبش البرّي والوعل الآسيوي.                                                       | [ 16 ] |
| أكسيان تيان شان          |        | الصين كازاخستان قرغيزستان أوزبكستان · 42°02′06″N 80°07′32″E / 42.03500°N 80.12556°E                                                | (سابعاً) (تاسعاً)                 | 2016    | تتألف من أربع جبال تامور هي: كالجون- ساردنوانج، باي انبلوكاي، بادغا. تغطي مساحة 606,833 هكتار تقع في سلسلة جبال تيان شان وسط آسيا والتي تعد من أكبر السلاسل الجبلية في العالم تتميز أكسين تيان شان بجمال إستثنائي حيث قمم الجبال المغطاة بالثلوج والأنهر الجليدية بالإضافة إلى الغابات والمروج. تأوي أكسيان تيان شان مجموعات فريدة من النباتات والحيوانات النادرة والمعرضة للإنقراض. | [ 17 ] |
| غرب تيان شان             |        | كازاخستان قرغيزستان أوزبكستان · 43°43′6″N 68°40′44″E / 43.71833°N 68.67889°E                                                       | (عاشرا)                         | 2016    | يقع هذ الموقع الحدودي في غرب سلسلة جبال تيان شان التي تعد واحدة من أكبر السلسلات الجبلية في العالم. ويقع هذا المكان بالتحديد على ارتفاع يتراوح بين 700 و 4503 متراً. ويحوي مجموعة من المناظر الطبيعيّة الخلابة التي تحتضن في طياتها تنوعاً بيولوجيا غنياً. وتعود أهمية هذا الموقع العالميّة لكونه مهداً لمجموعة كبيرة من الفواكه الزراعية المزروعة حول العالم. | [ 18 ] |
| جبال البامير             |        | طاجيكستان · 38°45′54″N 72°18′19″E / 38.76500°N 72.30528°E                                                                          | (سابعاً) (ثامناً)                 | 2013    | يغطي المنتزه الوطني الطاجيكي لجبال البامير مساحة 25ز000 كم2، ويشمل هضبة في الشرق وجبال شاهقة في الغرب ترتفع حتى 7000م. كما تتباين درجات الحرارة بشدة خلال فصول السنة. ويجري في المنتزه أطول الأنهار الجليدية خارج المنطقة القطبية، ويبلغ مجموع الأنهار الجليدية 1085 نهراً جليدياً إضافة إلى 170 نهراً و400 بحيرة. | [ 19 ] |
| ثقافية                   |        | |                                 |         | |        |
| بخارى                    |        | أوزبكستان (ولاية بخارى) · 39°46′29″N 64°25′43″E / 39.77472°N 64.42861°E                                                            | (ثانياً) (رابعاً) (سادساً)         | 1993    | تأسَّست مدينة بخارى التي تقع على طريق الحرير منذ أكثر من 2000 عام. وهي المثال الأكثر كمالاً للمدينة التي ترقى إلى القرون الوسطى في وسط آسيا حيث بقي النسيج المدني سليماً بالإجمال، بالإضافة إلى آثار عديدة نذكر منها قبر إسماعيل الساماني الشهير، وهو تحفة من الهندسة الإسلامية التي تعود إلى القرن الخامس، والعديد من المدارس في القرن السابع عشر. | [ 20 ] |
| شهرسبز                   |        | أوزبكستان (ولاية قشقداريا) · 39°3′0″N 66°50′0″E / 39.05000°N 66.83333°E                                                            | (ثالثاً) (رابعاً)                 | 2000    | يتضمن شهر سبز التاريخي عمارات أثرية فريدة وأحياء قديمة تشهد على التطور العريق للمدينة وبشكل خاص على ذروة ازدهارها تحت حكم الأمير تيمور والتيموريين من القرن الخامس عشر حتى القرن السادس عشر. | [ 21 ] |
| قلعة إيجان               |        | أوزبكستان (ولاية خوارزم) · 41°22′42″N 60°21′50″E / 41.37833°N 60.36389°E                                                           | (ثالثاً) (رابعاً) (خامساً)         | 1990    | قلعة إيجان هي المدينة الداخلية المحصّنة وراء جدران من الآجر، يبلغ علوّها عشرة أمتار، وتقع في داخل خيوة (خوارزم سابقا) الصحراوية القديمة، وهي كانت أهم محطة المخيم المتنقل قبل اجتياز الصحراء للوصول إلى إيران. وبالرغم من أنها حافظت على القليل من آثارها القديمة جداً إلا أنّها تشكل مثالاً متماسكاً على الهندسة الإسلامية لآسيا الوسطى مع المنشآت البارزة، مثل مسجد دجوما والمعابد والمدارس والقصرَيْن الرائعَيْن اللذَيْن شيّدهما الخان آلا كولي في بداية القرن العشرين، التي تتم المحافظة عليها بشكل جيد. | [ 22 ] |
| سمرقند                   |        | أوزبكستان (ولاية سمرقند) · 39°40′7″N 67°0′0″E / 39.66861°N 67.00000°E                                                              | (أولاً) (ثانياً) (رابعاً)          | 2001    | تعتبر مدينة سمرقند ملتقى ومكاناً يجمع ثقافات العالم بأسره. فقد تأسّست في القرن السابع قبل الميلاد تحت اسم افراسياب، وعرفت ذروة ازدهارها في العصر التيموريين الذي امتد من القرن الرابع عشر حتى القرن الخامس عشر. وتضم آثارها الأساسية مسجد رجستان ومدارسها ومسجد بيبي خانوم ومجموعة شاه الزندا ومجموعة غوري الأمير، بالإضافة إلى مرصد ألُق بك. | [ 23 ] |
| كهنه غرغانج              |        | تركمنستان (ولاية داشوغوز) · 42°10′59″N 59°5′6″E / 42.18306°N 59.08500°E                                                            | (ثانياً) (ثالثاً)                 | 2005    | عاصمة الدولة الخوارزمية تتضمن مجموعة من الآثار العائدة إلى فترة مابين القرنين الحادي عشر والسادس عشر. وتشهد هذه الأبنية التي تتضمن مسجداً وأبواب خان للقوافل وحصوناً وأضرحة ومئذنة بارتفاع 60 متراً على الانجازات المعمارية والفنية المذهلة التي بلغ إشعاعها إيران وأفغانستان، والتي أثرت فيما بعد على هندسة إمبراطورية المغول في الهند خلال القرن السادس عشر. | [ 24 ] |
| نسا، تركمانستان          |        | تركمنستان (ولاية أهال) · 37°59′59″N 58°11′55″E / 37.99972°N 58.19861°E                                                             | (ثانياً) (ثالثاً)                 | 2007    | تقع قلعتا نسا القديمة والجديدة في إحدى أقدم وأهم مدن الإمبراطورية البارثية، التي شكلت قوة بارزة من منتصف القرن الثالث قبل الميلاد حتى القرن الثالث ميلادي. وقد بقيت القلعتان على حالهما نسبياً لحوالي ألفي عام تقريباً. وما زالتا تحويان آثاراً لحضارة قديمة ضمت عناصر ثقافتها التقليدية إلى عناصر الحضارتين الهلينية والرومانية. | [ 25 ] |
| مرو (مدينة)              |        | تركمنستان (ولاية ماري) · 37°42′3″N 62°10′39″E / 37.70083°N 62.17750°E                                                              | (ثانياً) (ثالثاً)                 | 1999    | تعد مرو أقدم المدن الواحات وأكثرها سلامة. وقد شُيدت على طريق الحرير في آسيا الوسطى، وتغطي آثار هذه الواحة الشاسعة 4 آلاف سنة من التاريخ البشري. ويمكن التعرف فيها إلى عدد من النصب المتبقية ولا سيما تلك العائدة منها إلى الألفيتين الأخيرتين. | [ 26 ] |
| ضريح الخوجة أحمد يسوي    |        | كازاخستان (أوبليس كازاخستان الجنوبي) · 43°17′35″N 68°16′28″E / 43.29306°N 68.27444°E                                               | (أولاً) (ثالثاً) (رابعاً)          | 2003    | تمّ إنشاء ضريح الخوجه أحمد يسوي في مدينة ياسي المعروفة اليوم باسم تركستان في عهد تيمورلنك من 1389 حتى 1405. في هذا المبنى غير المكتمل اختبر المهندسون الفرس تجارب هندسية وبنيوية جديدة تم اعتمادها في ما بعد لبناء سمرقند عاصمة الإمبراطوريّة التيمورية. وهو الآن من أكبر المباني المتبقية من العصر التيموري وتتم المحافظة عليه بأفضل الطرق. | [ 27 ] |
| وادي تامغالي             |        | كازاخستان (أوبليس ألماتي) · 43°48′12″N 75°32′6″E / 43.80333°N 75.53500°E                                                           | (ثالثاً)                         | 2004    | تحتوي ضواحي وادي تامغالي الفخمة نسبياً مقارنةً مع جبال شو-ايلي الواسعة والجافة على تجمِع مهم لخمسة آلاف نقشة على الحجر، وتعود هذه النقوش إلى النصف الثاني من القرن الثاني قبل الميلاد حتى بداية القرن العشرين. | [ 28 ] |
| طريق الحرير              |        | 22 موقع في الصين (خنان وشنشي وقانسو وسنجان) 8 مواقع في كازاخستان (أوبليس ألماتي وأوبليس جامبيل) 3 مواقع في قرغيزستان (مقاطعة تشوي) | (ثانياً) (ثالثاً) (رابعاً) (سادساً) | 2014    | يمتد هذا القسم من طريق الحرير لمسافة 5000 كم عبر ثلاث دول هي الصين، كازخستان وأوزبكستان. ويتضمن موقع طريق الحرير 33 موقعاً مختلفاً تشمل مدن رئيسية، وقصور، ومستوطنات تجارية، وممرات جبلية، ومنارات، وأجزاء من سور الصين العظيم، وحصون، وأضرحة ومباني دينية. ومن المتوقع ضم المزيد من المواقع في العديد من الدول لتصبح جزءاً من موقع طريق الحرير. | [ 29 ] |
| سرازم                    | alt    | طاجيكستان (بنجكنت) · 39°30′28″N 67°27′37″E / 39.50778°N 67.46028°E                                                                 | (ثانياً) (ثالثاً)                 | 2010    | هي مدينة أثرية تعود إلى الألف الرابع قبل الميلاد، وهي من أقدم المدن وسط آسيا. وتبين الآثار هناك تطور طراز حضري بدائي سابق لأوانه في هذه المنطقة. وقد نشأت المدينة وسط واد فسيح ملائم للزراعة والرعي، كما اشتغل اهل سرازم بالتجارة مع باقي آسيا الوسطى، إيران، الهند. ووصلت تجارتهم حتى المحيط الهندي. | [ 30 ] |
| جبل سليمان               |        | قرغيزستان (أوش) · 40°31′52″N 72°46′58″E / 40.53111°N 72.78278°E                                                                    | (ثالثاً) (سادساً)                 | 2009    | يطل جبل سليمان على وادي فيرغانا، وهو يعتبر جبلاً مقدساً ومنارة لإرشاد المسافرين منذ فترة تجاوزت ألف وخمسمائة سنة. وتشمل قمم هذا الجبل الخمس ومنحدراته العديد من أماكن العبادة القديمة وكهوفاً تحوي نقوشاً صخرية، فضلاً عن مسجدين من القرن السادس عشر، وقد تمت إعادة بناء معظم أجزائهما. وحتى الآن، تم إحصاء مائة وواحد موقعاً تحوي نقوشاً صخرية تمثل كائنات بشرية وحيوانات وأشكالاً هندسية. ويشتمل الموقع على 17 مكاناً للعبادة ما زال قليل منها يُستخدم حتى الآن | [ 31 ] |

## اقرأ أيضًَا
- قائمة مواقع التراث العالمي في إيران
- قائمة مواقع التراث العالمي في كندا
- قائمة مواقع التراث العالمي في غرب آسيا

### المعايير الثقافية
- أولاً: تمثل تحفة عبقرية خلاقة من صنع الإنسان.
- ثانياً: تمثل إحدى القيم الإنسانية الهامة والمشتركة، لفترة من الزمن أو في المجال الثقافي للعالم، سواء في تطور الهندسة المعمارية أو التقنية، أو الفنون الأثرية، أو تخطيط المدن، أو تصميم المناظر الطبيعية.
- ثالثاً: تمثل شهادة فريدة من نوعها أو على الأقل استثنائية لتقليد ثقافي لحضارة قائمة أو مندثرة.
- رابعاً: أن تكون مثالاً بارزاً على نوعية من البناء، أوالمعمار أو مثال تقني أو مخطط يوضح مرحلة هامة في تاريخ البشرية.
- خامساً: أن يكون مثالاً رائعاً لممارسات الإنسان التقليدية في استخدام الأراضي، أو مياه البحر بما يمثل ثقافة (أو ثقافات)، أو تفاعل إنساني مع البيئة وخصوصاً عندما تصبح عُرضة لتأثيرات لا رجعة فيها.
- سادساً: أن تكون مرتبطة بشكل مباشر أو ملموس بالأحداث أو التقاليد المعيشية، أو الأفكار، أو المعتقدات، أو الأعمال الفنية والأدبية ذات الأهمية العالمية الفائقة. (وترى اللجنة أن هذا المعيار يُفضل أن يكون استخدامه بالتزامن مع معايير أخرى.)

### المعايير الطبيعية
- سابعاً: أن تحتوى ظاهرة طبيعية فائقة أو مناطق ذات جمال طبيعي استثنائي"
- ثامناً: أن تكون الأمثلة البارزة التي تمثل المراحل الرئيسية من تاريخ الأرض، بما في ذلك سجل الحياة، وكبير على ما يجري العمليات الجيولوجية في تطوير تضاريسه، أو ملامح شكل الأرض أو فيزيوغرافية كبيرة"
- تاسعاً: أن تكون الأمثلة البارزة التي تمثل كبيرة على الذهاب البيئية والبيولوجية في عمليات التطور والتنمية من الأرضية، والمياه العذبة الساحلية والبحرية النظم الإيكولوجية والمجتمعات المحلية من النباتات والحيوانات"
- عاشراً: أن تحتوي على أهم وأكبر الموائل الطبيعية لحفظ التنوع البيولوجي بالموقع، بما في ذلك تلك التي تحتوي على الأنواع المهددة بالانقراض وذات قيمة عالمية فريدة من وجهة نظر العلم أو حماية البيئة"